# Аверкий Мъгленски
Аверкий (на гръцки: Αβέρκιος, Аверкиос) е гръцки духовник, митрополит на Вселенската патриаршия.

## Биография
Роден е на остров Тасос. В 1868 година завършва Халкинската семинария, като преди това е ръкоположен за свещеник. Тезата му е „За съществуването в Стария Завет на сведения за тайнството на Светата Троица“ (Ότι υπάρχουσιν εν τη Παλαιά Διαθήκη ρήσεις αποδεικτικαί του μυστηρίου της Αγίας Τριάδος). След завършването си служи в Никейската митрополия при митрополит Йоаникий, а след това като протосингел на Костурската митрополия.
На 26 октомври 1874 година е ръкоположен в патриаршеската катедрала „Свети Георги“ в Цариград за титулярен левкийски епископ. Служи като викарен епископ на Никейската митрополия (1874 - 1878) и на Ираклийската имтрополия (1878 – 1881).
През януари 1881 година е избран за галиполски и мадитоски епископ. На 5 февруари 1891 година оглавява Мъгленска епархия. И в Галиполи и в Лерин полага големи грижи за образованието. Остава на катедрата в Лерин до 1894 година, когато подава оставка поради старост.
Умира на 1 октомври 1900 година в Галиполи, където е и погребан.